# Publicações Dom Quixote
Publicações Dom Quixote é uma das maiores editoras generalistas de língua portuguesa, estando integrada ao Grupo LeYa.

## História
Fundada no dia 1 de Abril de 1965, em Lisboa, sob a direcção de Snu Abecassis, é hoje uma das editoras generalistas com maior peso em Portugal.
Em 1999, as Publicações Dom Quixote passaram a integrar o universo editorial do Grupo Planeta, um dos maiores grupos de comunicação do mundo.
Actualmente, as Publicações Dom Quixote pertencem ao Grupo LeYa, constituindo uma das suas chancelas editoriais.

## Catálogo
O Esconderijo (Robert Shaw), A África Começa Mal (René Dumont) e As Duas Culturas (C. P. Snow) foram alguns dos primeiros livros da Dom Quixote. Grécia 67, A Crise na Igreja, O Conflito Israelo-árabe ou Bolívia - Um Segundo Vietname foram os quatro primeiros Cadernos Dom Quixote, todos eles apreendidos pela PIDE. Houve mais, como o romance Os Exércitos da Noite, de Norman Mailer. O gráfico responsável era Fernando Felgueiras.
Possui um catálogo vivo de mais de 2000 títulos (tendo já publicado mais de 5000 títulos originais), e tem o maior catálogo de autores portugueses de todas as editoras nacionais. Também dispõe de um acervo considerável de poesia e de títulos académicos e de referência, dicionários, ensaios e obras direccionadas para o público infanto-juvenil. É atualmente a editora da coleção de livros infantis do mais famoso personagem da televisão portuguesa, o Vitinho.